# Aphragmus bouffordii
Aphragmus bouffordii är en korsblommig växtart som beskrevs av Al-shehbaz. Aphragmus bouffordii ingår i släktet Aphragmus och familjen korsblommiga växter. Inga underarter finns listade i Catalogue of Life.